# Trolejbusová doprava v Linci

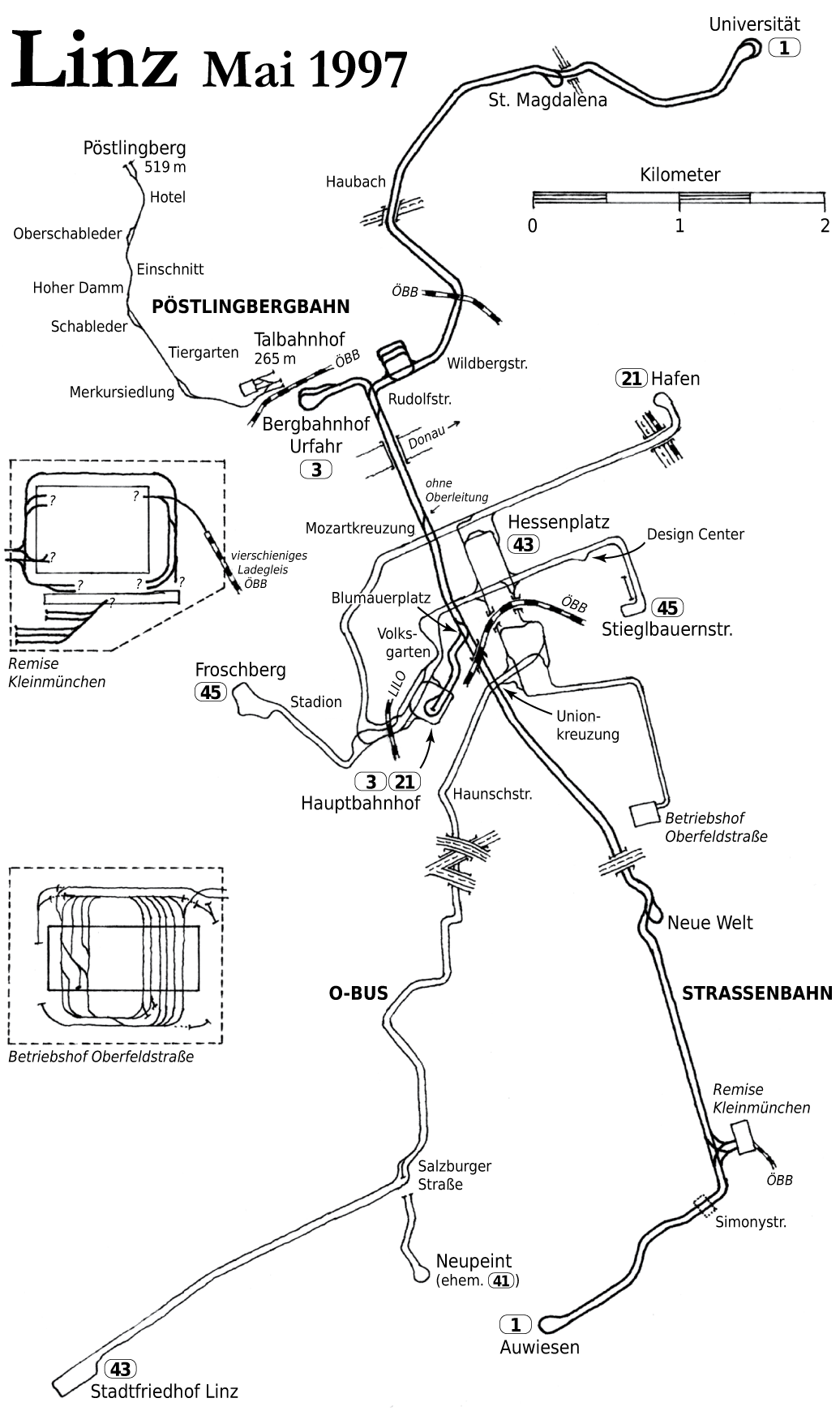
Schéma tramvajových a trolejbusových tratí v Linci (stav v roce 1997)

Hornorakouské město Linec je v současnosti jedním ze dvou měst v Rakousku, kde je v provozu síť trolejbusové dopravy. Ta zde funguje od roku 1944.

## Historie
První trolejbusy vyjely do lineckých ulic 15. května 1944. Tehdy byla zprovozněna linka O1 (Hessenplatz – Stadtfriedhof Linz), později přečíslovaná na 43. V roce 1949 ji následovala 4,1 km dlouhá linka O2 (později 45, Froschberg – Stieglbauernstaße). O deset let později byla uvedena do provozu 600 m dlouhá odbočka z linky O1, kterou dnes využívá linka 41. Dalšího rozšíření se linecká trolejbusová síť dočkala až v roce 1991, kdy byla zprovozněna linka 21 (dnes 46, Hauptbahnhof – Hafen). Poslední nový úsek byl otevřen pro veřejný provoz v roce 2000, jednalo se o prodloužení linky 41 do nové obytné čtvrti Baintwiese.
V současnosti jsou tak v provozu čtyři linky. Linky 41 a 43 vedou z Hessenplatzu společně na jihozápad města, kde se rozdělují do svých koncových úseků. Linka 45 jezdí v současnosti v trase Froschberg – Stieglbauernstaße a linka 46 má trasu Froschberg – Hauptbahnhof – Hafen. Vozový park tvoří 19 nízkopodlažních kloubových trolejbusů Volvo 7700AT vyrobených v letech 2000 a 2001.
Kolem roku 2006 se uvažovalo o tom, že trolejbusy budou nahrazeny do roku 2013 plynovými autobusy.